# Zaskoczyn (SIMC 0176354)
Zaskoczyn (niem. Saskoschin, kaszb. Zaskòczënò) – osada w Polsce położona w województwie pomorskim, w powiecie gdańskim, w gminie Trąbki Wielkie.
W 1942 roku okupacyjna administracja niemiecka wprowadziła dla miejscowości nazwę Sassenschön.
W latach 1945–1975 miejscowość administracyjnie należała do tzw. dużego województwa gdańskiego, a w latach 1975-1998 do tzw. małego województwa gdańskiego.

## Osady o nazwie Zaskoczyn w gminie Trąbki Wielkie
W gminie Trąbki Wielkie istnieją dwie miejscowości podstawowe typu osada o nazwie Zaskoczyn. Niniejszy artykuł dotyczy osady, która posiada identyfikator SIMC 0176354. Drugą z nich jest osada Zaskoczyn, która posiada identyfikator SIMC 0176360.

## Historia
Od XVIII wieku do końca II wojny światowej majątek Zaskoczyn należał do rodu von Kanitz, posiadającego korzenie sięgające XII wieku, która do Prus Wschodnich przybyła wraz z Zakonem Krzyżackim. Od XVIII do XX wieku główna siedziba tego rodu znajdowała się w Podągach. Ostatnią właścicielką Zaskoczyna była grafini Therese von Kanitz, z domu von Groeben. Zmarła w 1938 roku w wieku 78 lat, pozostawiając troje potomków. Pod koniec wojny okazały pałac wraz z bogatym majątkiem został zniszczony i ograbiony przez żołnierzy Armii Czerwonej. Ocalały jedynie nieliczne budynki gospodarcze.
Według Słownika geograficznego Królestwa Polskiego z roku 1895 Zaskoczyn (niem. Saskoschin) to dawne dobra rycerskie w powiecie gdańskim górnym, z najbliższą stacją pocztową w Świńczu, stacją kolejową w Sobowidzu, i parafią katolicką Pręgowo. Dobra posiadały 831 ha (241 roli ornej 31 mórg łąk, 493 lasu). W 1885 roku było tu 15 domów, 34 dymów i 184 mieszkańców, w tym 98 katolików i 86 ewangelików i  dominowała hodowla świń i owiec.
Według taryfy poborowej z r. 1648 płacił tu pobór Jakub Zaskoczyński od  półtorej  włóki folwarcznej w kwocie 1 florena i 15 groszy (zobacz Rocznik Towarzystwa Przyjaciół Nauk w Poznania z roku 1871. str. 175).
W roku 1873 odkryto tu na wschód od osady groby skrzynkowe z urnami twarzowymi (opis w Objaśnieniach do mapy archeologicznej Ossowskiego, str. 56). Zaś rok później w 1874 znaleziono tu denar srebrny z czasów cesarza Trajana.
W 1932 r. Socjaldemokratyczna Partia Wolnego Miasta Gdańska wybudowała w Zaskoczynie dom wypoczynkowy dla dzieci z niezamożnych rodzin, w którym przebywał m.in. Günter Grass. Po przejęciu władzy w W.M. Gdańsku przez NSDAP, obiekt pełnił funkcję tzw. Adolf-Hitler-Schule, którą w początku lat 40. XX wieku przeniesiono do Jankowa. W jej miejscu zaczęła prawdopodobnie funkcjonować filia Instytutu Rasy. W 1942 znalazła się tu neoklasyczna rzeźba znanego austriackiego rzeźbiarza Josefa Thoraka, powstała na wystawę w Monachium w 1940. Przedstawia siedzącą postać matki karmiącej dziecko, zaś na cokole widnieje wykuta sygnatura autora z datą 1942. W październiku 2015 rzeźba została przesunięta w celu lepszego udostępnienia dla zwiedzających.
Obecnie w budynku znajduje się należący do powiatu gdańskiego Dom Pomocy Społecznej „Leśny”.